# София (имя)
Софи́я (Софья; др.-греч. σοφία — «мудрость, разумность, наука») — женское имя греческого происхождения.

## История имени
Имя встречалось в Византии, откуда пришло на Русь вместе с принятием православия, будучи связанным прежде всего с раннехристианской святой Софией, матерью Веры, Надежды и Любови. Однако несмотря на взаимосвязь четырёх имён, их вхождение в русский именник различалось. Калькированные имена Вера, Надежда и Любовь (соответственно с греческих имён Пистис, Элпис, Агапэ) не использовались в качестве личных вплоть до середины XVIII века; причиной тому являлась слишком выраженная зависимость этих имён от буквального, нарицательного значения слов. Имя София в некоторых ранних переводах церковных книг с греческого на церковнославянский также калькировалось (как Премудрость), но традиция, аналогичная именам легендарных дочерей, в отношении имени матери не сложилась. Канонический церковный вариант София на русской почве эволюционировал в общеупотребительное Софья.
Имя использовалось на Руси с XIII века и документировано в древнерусских источниках. Между 1297 и 1316 родилась единственная дочь 2-го московского князя Юрия Даниловича, которая была крещена этим именем. В 1390 году Великий князь Московский и Владимирский Василий I Дмитриевич женился на литовской княжне Софии Витовтовне, а в 1472 году Иван III — на Софии Палеолог, племяннице последнего византийского императора Константина XI, причём изначально её именем было «Зоя», а «Софией» она стала, только приехав на Русь и выйдя замуж. Имя София, таким образом, закрепилось в именнике Рюриковичей, что обеспечило ему особый статус: в средневековой Руси оно использовалось главным образом в аристократических семьях.
Имя Софья как династическое имя «унаследовали» Романовы, новая царская династия, утвердившаяся по окончании Смутного времени. Софией звали одну из дочерей первого царя из династии Романовых Михаила Фёдоровича (умерла во младенчестве). Дочь следующего царя, Алексея Михайловича, — царевна Софья Алексеевна стала в конце XVII века правительницей России, конфликтовавшая с основателем дальнейшей линии Романовых — Петром I. Среди его потомства это имя больше не употреблялось, однако две русские императрицы конца XVIII века, Екатерина II и жена её сына Мария Федоровна в лютеранстве, до венчания, носили имена София Августа Фредерика и София Мария Доротея Августа Луиза соответственно. А в XIX веке это имя было второстепенной частью первоначальных имён императриц Марии Александровны и Марии Фёдоровны.

## Частотность имени
Аристократический статус имени сказывался и в дальнейшем. Во второй половине XVIII века, как показывают подсчёты частотности имени, проведённые В. А. Никоновым, имя София использовалось преимущественно в дворянской среде. Например, среди крестьянок удельных сёл Подмосковья частотность имени составляла 2 ‰ (промилле, 1/10 процента), среди крестьянок Карсунского уезда — 6 ‰, Краснослободского уезда — 7 ‰; среди московских купчих — 2 ‰, среди купчих города Коломны — 4 ‰. Тогда как частотность имени среди дворянок составляла 57 ‰ (то есть выявлялось 57 носительниц имени из 1000 учтённых).
Русская дворянская культура со второй половины XVIII века характеризовалась билингвизмом: помимо русского, активно использовался и французский язык. Имена у дворян нередко обретали французское звучание; а имя София подменялось французским аналогом — Софи. Подобное положение вещей отражено, например, в романе Л. Н. Толстого «Война и мир»:

Младшая, румяная и смешливая княжна Софи, с родинкою, смотрела на него. Она улыбнулась, спрятала своё лицо в платок и долго не открывала его; но, посмотрев на Пьера, опять засмеялась.
К концу XIX века социальная специфичность имени снизилась за счёт роста его популярности в других сословиях русского общества: Л. М. Щетинин отмечал имя София в числе 20 самых распространённых женских имён конца XIX века.
Однако в последующем, в советский период, частотность имени упала; В. А. Никонов, исследовавший имена новорождённых в 1961 году в семи областных центрах и 10 областях центральной России, выявил только единичные случаи наречения именем София. Невысокие показатели частотности выявили подсчёты А. В. Суперанской и А. В. Сусловой по Ленинграду за несколько десятилетий. Так, у родившихся в 1920-е—1930-е годы частотность имени составляла 4 ‰, у родившихся в 1940-е—1950-е — 3 ‰, в 1960-е—1970-е — 2 ‰, в 1980-е — 3 ‰.
В XXI веке имя вернуло свою популярность, оказавшись одним из самых распространённых имён, выбираемых для новорождённых. Статистика женских имён славян (русских, украинцев, белорусов), рождённых в Алма-Ате в 1998 году — менее 1 %, а в 2005 году там же оно вошло в первую пятёрку. В 2008 году по данным ЗАГСов Москвы стало 9-м в списке самых распространённых имён для новорождённых девочек, а в 2011 году стало самым популярным в Москве. В Хабаровском крае в 2009 году имя оказалось на 5-м месте по популярности (частотность при этом составила 38 ‰).

## В других странах и культурах
В XVII веке имя возникает в Англии (так звали умершую в младенчестве дочь Якова I, которая унаследовала его по материнской линии; прямая преемственность прослеживается до Софии Померанской, XV век), после чего начинается его распространение.
На Украине в 2008 году оно находилось на 9-м месте, в 2009-10 поднялось на вторую позицию. В Великобритании в 2010 году это имя — второе по популярности, а в Ирландии — первое (см. List of most popular given names).
В 2013 году оно является третьим по популярности по всему миру.

## Персоналии

### Святые
- София — самая почитаемая из прочих святых, обладательниц этого имени. Мать Веры, Надежды и Любови. Память 30 сентября (17 сентября старого стиля).
- София — мученица, врач. Память 4 июня (22 мая).

- София Египетская — мученица. Память 1 октября (18 сентября).
- София Римская — ум. в 304 г., мощи хранятся в Эшо.
- София Слуцкая — княжна. Память 17 (4) июня (Белорусская православная церковь), 1 апреля (19 марта).
- София Суздальская — преподобная. Великая княгиня, в миру Соломония Сабурова, первая жена Василия III. Память 29 (16) декабря.
- София Фракийская — преподобная. Память 17 (4) июня.
- София Чудотворица. Память 31 (18) декабря.

- София (Болотова) — схиигумения, первая настоятельница Шамординского монастыря.

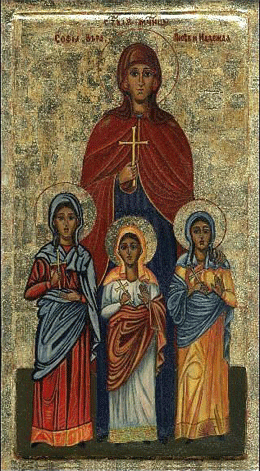
Вера, Надежда, Любовь и мать их София
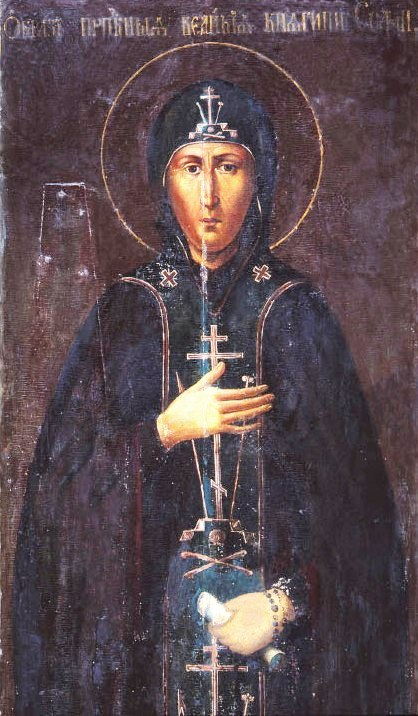
София Суздальская
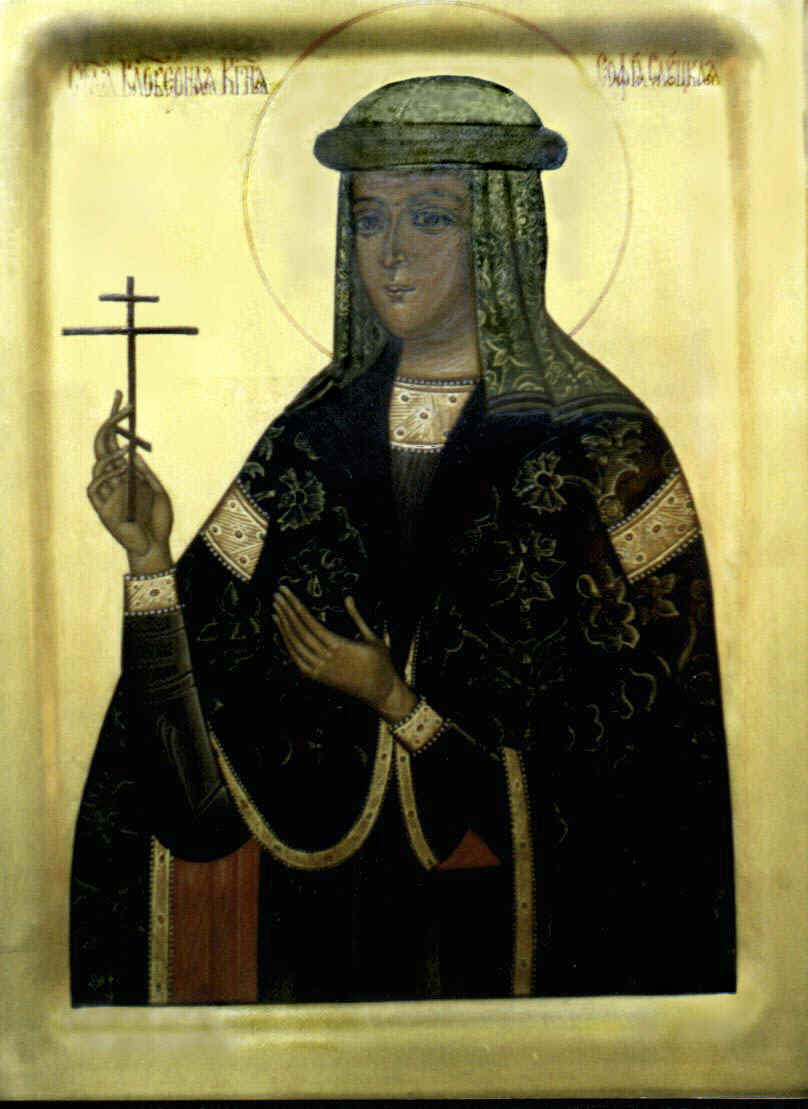
София Слуцкая

Именины:
- Православные (по григорианскому календарю)[16]: 28 февраля, 1 апреля, 4 июня, 17 июня, 14 августа, 30 сентября, 1 октября, 29 декабря, 31 декабря
- Католические: 15 мая, 30 сентября

### Представительницы монархии

#### В наши дни
- София Греческая и Ганноверская — королева Испании
- София, инфанта Испании — внучка предыдущей, второй ребёнок короля Филиппа VI
- София Баварская — наследная княгиня Лихтенштейна, супруга князя Алоиза

#### В прошлые времена
- София, королева Датская (ок. 1141—1198) — княжна минская, королева датская.

Византия:
- Элия София — императрица
- София Монферратская — императрица

Россия:

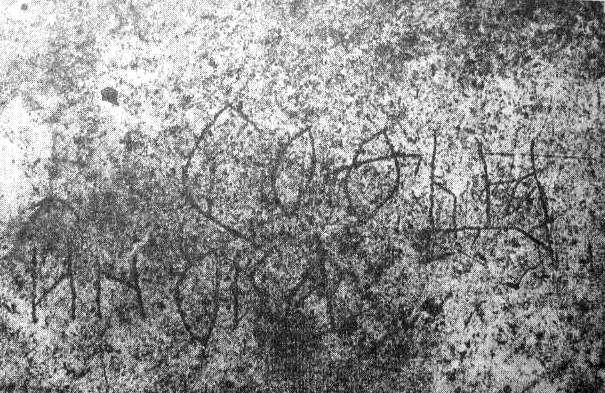
Надпись на могиле великой княгини Софьи Витовтовны гласит «Софья инока», а не «София» (1453 год)

- София Владимировна (XII век) жена датского короля Вальдемара I
- Софья Витовтовна — жена Василия I, мать Василия II
- Софья Дмитриевна — великая княгиня Московская, супруга великого князя Дмитрия Юрьевича Шемяки
- София Палеолог — великая княжна московская, вторая жена Ивана III
- царевна Софья — правительница России, сводная сестра Петра I

Англия:
- София Целльская — принцесса Альденская, де-юре английская королева, супруга Георга I, мать Георга II
- София Ганноверская (1630—1714) — мать Георга I, свекровь предыдущей

Прочее:
- София Доротея Ганноверская (1757—1687) — королева Пруссии, супруга Фридриха Вильгельма I, дочь Георга I, внучка предыдущей
- София Баварская (1376—1425) — супруга Вацлава IV, короля Богемии.
- София Тюрингская (1224—1275) — герцогиня Брабантская (по мужу), основательница ландграфства Гессен и его правительница с 1264 года.
- София Амалия Брауншвейг-Люнебургская (1628—1685)— королева Дании и Норвегии, супруга Фредерика III
- София Магдалена Бранденбург-Кульмбахская (1700—1770) — супруга Кристиана VI
- София Фридерика Мекленбургская (1758—1794) — супруга принца Фредерика Датского, мать короля Кристиана VIII
- София Баварская (1805—1872) — эрц-герцогиня Австрийская
- София Вюртембергская (1818—1877) — королева консорт Нидерландов, супруга Виллема III
- София Нассауская (1836—1913) — королева Швеции и Норвегии, супруга Оскара II
- София Шарлотта Августа (1847—1897) — герцогиня Баварская
- София Прусская (1870—1932) — королева Греции, супруга Константина I, бабушка королевы Софии Испанской
- София Ягеллонка:[править]  -  София Ягеллонка (1464—1512) — дочь Казимира IV Ягеллончика
  -  София Ягеллонка (1522—1575) — Сигизмунда I Старого

## Фамилии
Образованные от имени фамилии:
- Сонин, Сонькин, Софьин, Софиенко